# Refuge Jean-Antoine Carrel
Le refuge Jean-Antoine Carrel, également la cabane Carrel, se situe dans le haut Valtournenche, en Vallée d'Aoste, dans les Alpes pennines italiennes, à 3 835 mètres d'altitude.
Il est construit sur la face nord du Cervin et il doit son nom au premier alpiniste qui a gravi le sommet par la face sud-ouest : Jean-Antoine Carrel.

## Histoire

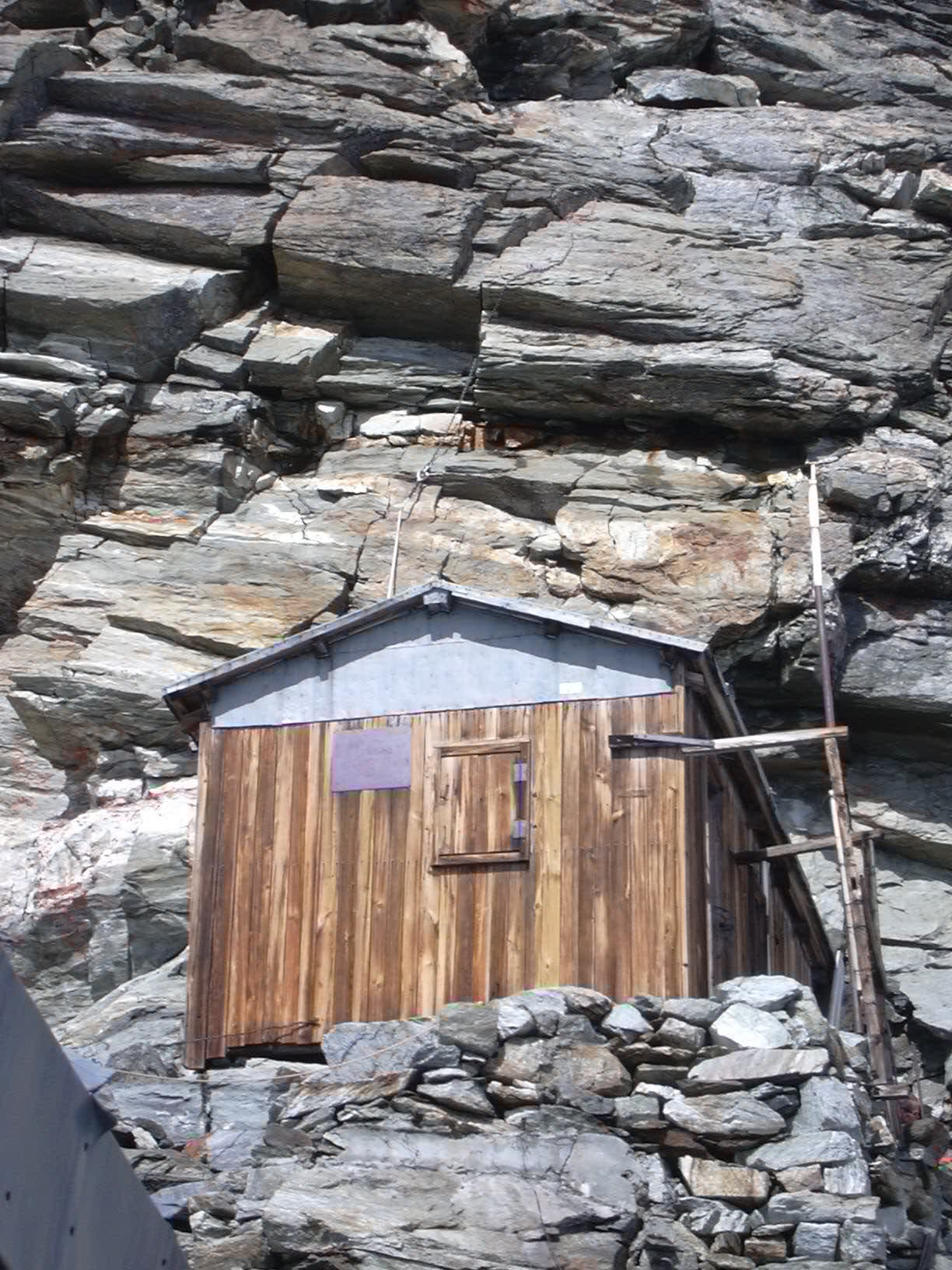
La cabane Louis-Amédée de Savoie

Il a été bâti en 1969 comme gîte d'étape pour les ascensions au Cervin par la voie normale du versant italien. Près de ce refuge se trouve la Cabane Louis-Amédée de Savoie-Aoste.

## Caractéristiques et informations
Il se trouve sur l’arête du Lion. Il a été dédié à Jean-Antoine Carrel, guide valtournain qui ouvrit la première voie du versant italien au Cervin.

## Accès
On accède à ce refuge à partir du Breuil par le refuge Duc des Abruzzes en six heures environ. La dernière partie est réservée aux alpinistes experts.

## Ascensions
- Cervin - 4 478 mètres